# ROSA Linux
ROSA Linux es una distribución y sistema operativo Linux, desarrollado por la compañía rusa LLC NTC IT ROSA. Está disponible en tres ediciones diferentes: ROSA Desktop Fresh, ROSA Enterprise Desktop y ROSA Enterprise Linux Server, apuntando las últimas dos a usuarios comerciales. Las ediciones de escritorio contienen software privativo como Adobe Flash Player, códecs multimedia y Steam.
ROSA Desktop Fresh R8, la versión más nueva, está disponible con cuatro entornos de escritorio: KDE4, KDE Plasma 5, MATE y GNOME. También contienen software de código abierto desarrollados por ROSA, como el ROSA Image Writer o el ROSA Media Player. ROSA Linux ha sido certificado por el Ministerio de Defensa ruso.
ROSA se originó como un fork de la ahora desaparecida distribución Linux Mandriva y desde entonces ha sido desarrollado en forma independiente. La compañía ROSA fue fundada a principios de 2010 y lanzó la primera versión de su sistema operativo en diciembre de 2010. Inicialmente apuntaba a los usuarios empresariales, pero a fines de 2012 ROSA inició su distribución orientada al usuario final, la Desktop Fresh. Varias distribuciones que apuntaban a los exusuarios de Mandriva, como MagOS Linux, son ahora basadas en ROSA. Antes de su bancarrota, Mandriva desarrolló su última versión en conjunto con ROSA. Mandriva 2011 también estuvo basada en ROSA.
A pesar de que su principal popularidad es en el mercado de habla rusa, ROSA Desktop recibió análisis favorables de varias publicaciones en línea fuera de Rusia. El sitio tecnológico alemán Golem.de alabó a ROSA por su estabilidad y soporte de hardware, mientras que LinuxInsider.com denominó a ROSA "una verdadera potencia".